# 若宮八幡神社 (佐久市)
若宮八幡神社 (わかみやはちまんじんじゃ) は、長野県佐久市岩村田にある神社。若宮神社とも。旧社格は郷社。

## 祭神
祭神は大雀命、誉田別尊、建御名方命、事代主命、武内宿禰。
岩村田、平塚の産土神。

## 歴史
- 建仁2年（1202年、鎌倉時代） - 当地を治めていた大井朝光が、鎌倉の鶴岡八幡宮（神奈川県鎌倉市）より分祀・勧請して創建したという[1][3]。
- 応永5年（1398年、室町時代） - 伝染病（疫病）の流行を鎮めるため、尾張国の津島神社（愛知県津島市）より祇園の神を勧請[4]。
- 応永20年（1413年） - 大石氏より懸額と古鈴が寄進、奉納[1]。
- 元禄4年（1691年、江戸時代） - 現在の本殿を建立[3]。

本陣・脇本陣としての役割も有していた。

## 境内
- 本殿 - 元禄4年（1691年、江戸時代）建立。総欅材による三間社流造[3]。
- 境内社 - 祇園牛頭天王（岩村田祇園祭の神）を祀る[3]。神輿は佐久市指定有形文化財（岩村田若宮神社祇園社神輿）[5]。『北佐久郡志』（1915年）によると社名を「速進雄社」とし、祭神は速進雄命、多紀理比売命、市杵比売命、天津日子根命、多岐津比売命、天忍穂耳命、天穂日命、熊野久須毘命、菅原道真朝臣で、大井朝光の子孫が応永年間に尾張国の津島神社から移したとある[2]。
- 常夜灯 - 中山道・岩村田宿にあったものを移設[3]。
- 若宮公園 - 社殿の北にある公園。面積3,600平方メートル。春は桜が見事で、巨樹が多く夏も涼やかである[6]。

## 祭事
- 7月中旬 - 岩村田祇園祭[4]
- 8月22日 - 秋の例祭。農作物の収穫を前に五穀豊穣・家内安全・交通安全を願う[3]。
- 相撲大会 - 江戸時代からの伝統行事[7]。

## 交通アクセス
- JR佐久平駅から自動車で約10分間[3]。